# Кінеад
Кінеад (грец. Κινέας; д/н — після 511 до н. е.) — 5-й тагос (верховний вождь) Фессалійського союзу.

## Життєпис
Основні відомості про нього містяться в Геродота. Походив з якогось фессалійського міста або області Коніон. Ймовірно після трагедії в Кранноні близько 520 року до н. е., коли загинув тагос Антіох Ехетратид, Кінеад зуміг домогтися обрання себе новим верховним очільником Фессалії.
більшість повідомлень відносяться до 512/511 року до н. е., коли на чолі 1 тис. вершників прийшов на допомогу афінському тирану Гіппію, якого атакували спартанці. Кінеад в битві біля Фалерона завдав останнім на чолі із Анхімолієм тяжкої поразки. Ймовірно після того, як Кінеад залишив Аттику, спартанці все ж повалили Гіппія.
Про подальшу діяльність обмаль відомостей. Його змінив Торакс Алевад.